# Maison Cavaignac
La maison Cavaignac est un bâtiment situé à Brive-la-Gaillarde, dans le département français de la Corrèze en France.

## Localisation
La maison est située au 15 rue du Docteur-Massénat, sur la commune de Brive-la-Gaillarde.

## Historique
Un couvent de Clarisses est fondé en 1243 par les vicomtes de Turenne, hors de l'enceinte du XIIe siècle, au sud-ouest de la ville. Les bâtiments sont détruits au cours des guerres de religion, probablement en 1587. 
Les religieuses sont alors logées à l'intérieur de l'enceinte construite vers 1370 dont les boulevards actuels sont implantés sur les anciens fossés. 
Elles occupent plusieurs bâtiments existants qui sont progressivement modifiés, agrandis et complétés. Avant les destructions faites en 1962, on pouvait en voir des restes d'arcatures ogivales du XIIIe siècle avec une fenêtre du XVe siècle sur un bâtiment situé au no 37 de la rue Charles-Teyssier qui a été modifié après l'installation des Clarisses.
Le bâtiment existant fut édifié après les guerres de Religion, sous le règne de Louis XIII. Il est composé de deux corps de bâtiment à angle droit, avec une tour ronde d'escalier à la jonction. La galerie basse dont on voit les trois arcatures permettait d'accéder au cloître. Ce bâtiment était le logement de la mère supérieure. Un jardin était adossé aux fossés de la ville. 
Les sœurs clarisses ont été ruinées par la faillite de Law. En 1760 elles sont réunies aux bénédictines de Bonnesaigne dont le monastère se trouvait à Combressol, près de Meymac.
Avant la Révolution, l'abbesse de Bonnesaigne se fait construire un bâtiment le long du boulevard du Salan.
Les religieuses sont expulsées en 1791 et le couvent est saisi comme bien national. On transforme une partie des locaux pour en faire une prison pour femmes.
Un relevé fait en 1792 pour permettre la vente par lot du couvent permet de voir les dispositions des différents bâtiments du couvent. Le bâtiment existant actuellement était situé au nord du couvent. À l'ouest, une ancienne maison patricienne datant du XIIIe siècle devenue une dépendance du couvent dans laquelle les religieuses avaient fait construire un escalier au XVIIe siècle. La cour du cloître se trouvait au sud du logis de la mère supérieure. La chapelle du couvent se trouvait entre le cloître et la Grand'rue.
L'ancien logement de la supérieure des Clarisses est acheté par Jean-Baptiste Cavaignac qui lui a donné son nom.
En 1796, la municipalité décide d'ouvrir une rue permettant de relier la collégiale Saint-Martin au boulevard du Salan. Cette rue entraîne la destruction de la cour du cloître et de la chapelle. Cette rue est d'abord appelée rue Sainte-Claire avant de prendre le nom de Docteur-Massénat.
En 1829, le petit séminaire s'installe dans la maison Cavaignac avant qu'il n'occupe l'hôtel Labenche vers 1850. 
Le bâtiment reste un lieu d'enseignement avant de devenir un musée municipal à la demande de la Société scientifique, historique et archéologique de la Corrèze, en 1892. On lui a donné le nom de son premier directeur, Ernest Rupin (1843-1909). Le musée a été déménagé dans l'hôtel Labenche en 1989.
En 1897, l'élargissement de la rue Sainte-Claire entraîne la démolition de l'ancien parloir. La distribution des ouvertures au rez-de-chaussée de la maison Cavaignac est modifiée.
Vers 1930, le couvent des franciscains construit en 1300 place Thiers est détruit. Le portail de la chapelle du couvent a été remonté contre le pignon de la maison, côté jardin.
En 1983-1984, la maison située à l'angle de la rue du Docteur-Massénat et de la rue Blaise-Reynal est transformée pour être vendue par appartements. L'escalier du XVIIe siècle et la frise sculptée de feuillages ont alors été détruits. 
La maison située le long du boulevard du Salan est devenue l'école municipale de musique.
Après le déménagement du musée, la maison Cavaignac a été restaurée pour y installer les archives municipales.
L'édifice est inscrit au titre des monuments historiques le 9 février 1927.

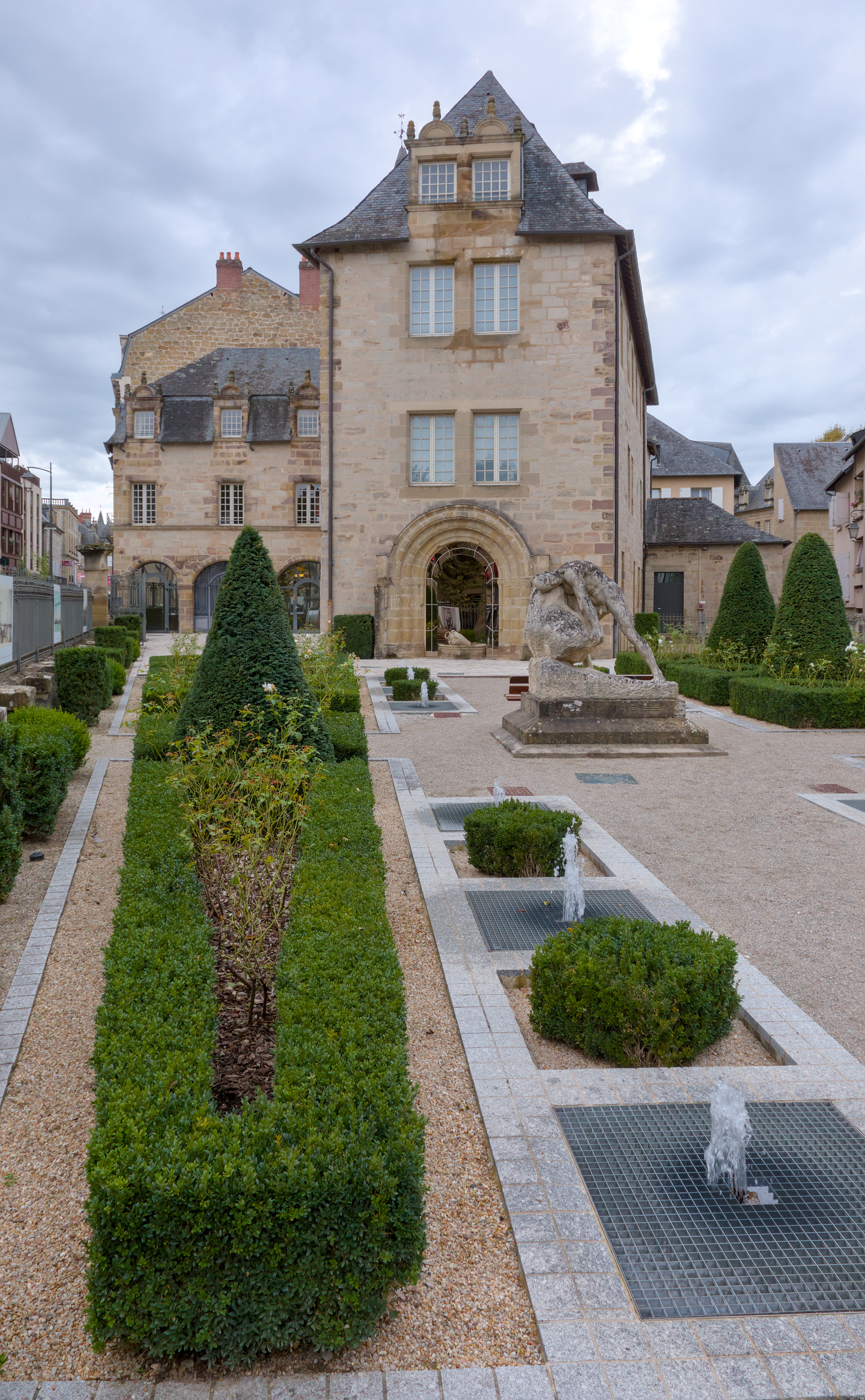
Vue depuis le jardin.
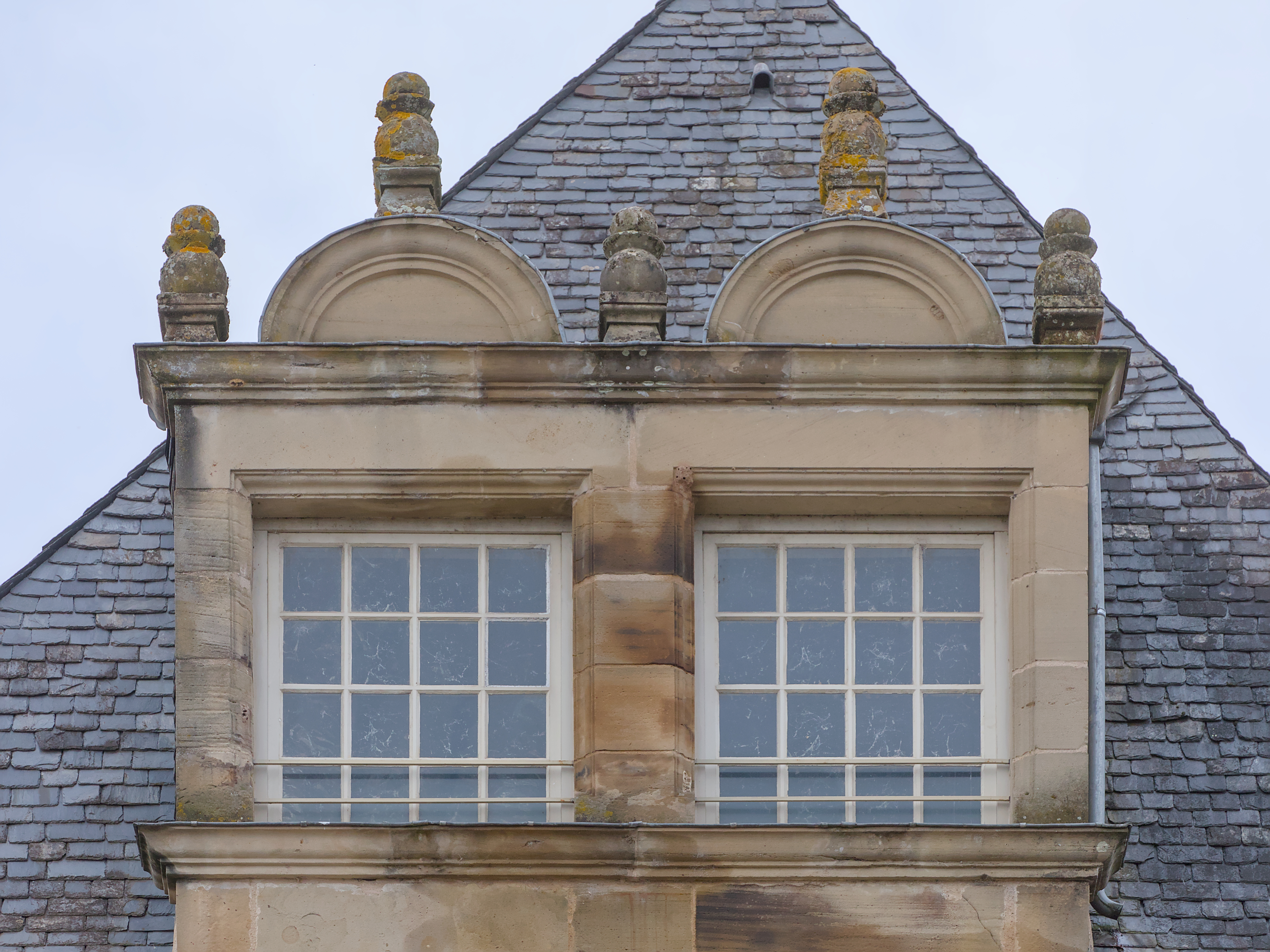
Détails de la façade.
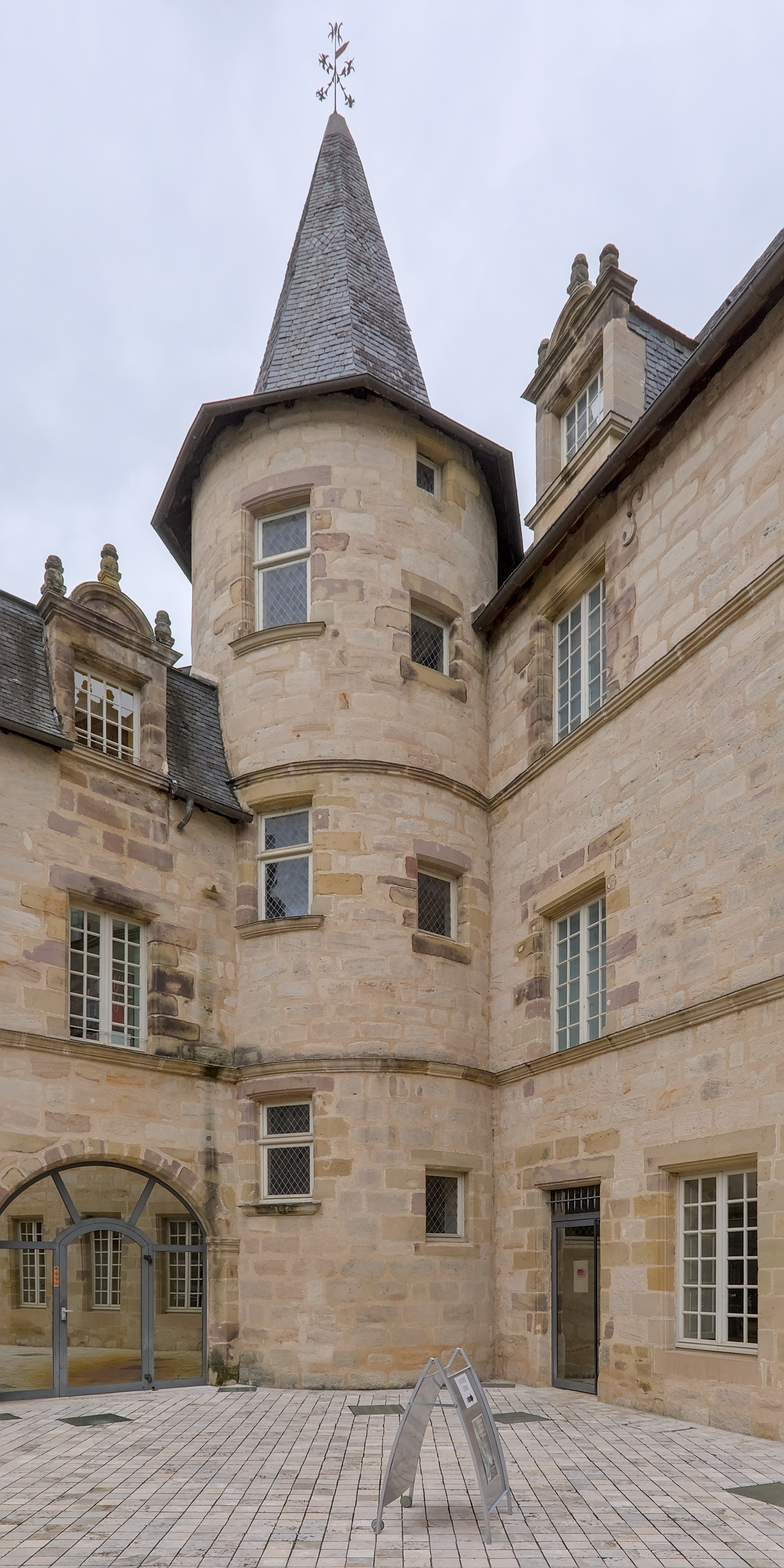
La tourelle d'angle.